# Petaurista siangensis
Petaurista siangensis — вид гризунів родини Sciuridae. Вперше його було описано в 2013 році в східногімалайських лісах району Верхній Сіанг, штат Аруначал-Прадеш в Індії. Це один із трьох видів білок-летяг, нещодавно відкритих в Аруначал-Прадеш, разом із Petaurista mishmiensis та Petaurista mechukaensis.